# Кевін Мартін (керлінгіст)
Ке́він Ма́ртін (англ. Kevin Martin, 31 липня 1966) — канадський керлінгіст, олімпійський чемпіон, чемпіон світу.

## Кар'єра
Кевін Мартін брав участь в трьох Олімпіадах і виборов золоту олімпійську медаль та звання олімпійського чемпіона, граючи скіпом збірної Канади на Олімпіаді у Ванкувері. На Олімпіаді в Солт-Лейк-Сіті збірна Канади із Мартіном у складі здобула срібні нагороди.
Мартін виграв 12 Великих шоломів.